# 2024-es labdarúgó-Európa-bajnokság (selejtező – G csoport)
A 2024-es labdarúgó-Európa-bajnokság selejtezőjének G csoportjának mérkőzéseit tartalmazó lapja.
A csoportban öt válogatott, Magyarország, Szerbia, Montenegró, Bulgária és Litvánia szerepelt. A csapatok oda-visszavágós körmérkőzéses rendszerben mérkőztek egymással. Az első két helyezett kijutott az Európa-bajnokságra. A pótselejtező résztvevői a 2022–2023-as Nemzetek Ligájában elért eredmények alapján dőltek el.

## Tabella
| Hely. | Csapat       | M | Gy | D | V | G+ | G– | Gk | P  | Továbbjutás                           |     | Magyarország | Szerbia | Montenegró | Litvánia | Bulgária |
| ----- | ------------ | - | -- | - | - | -- | -- | -- | -- | ------------------------------------- | --- | ------------ | ------- | ---------- | -------- | -------- |
| 1.    | Magyarország | 8 | 5  | 3 | 0 | 16 | 7  | +9 | 18 | Kijutott a 2024-es Európa-bajnokságra |     | —            | 2–1     | 3–1        | 2–0      | 3–0      |
| 2.    | Szerbia      | 8 | 4  | 2 | 2 | 15 | 9  | +6 | 14 | Kijutott a 2024-es Európa-bajnokságra |     | 1–2          | —       | 3–1        | 2–0      | 2–2      |
| 3.    | Montenegró   | 8 | 3  | 2 | 3 | 9  | 11 | −2 | 11 |                                       |     | 0–0          | 0–2     | —          | 2–0      | 2–1      |
| 4.    | Litvánia     | 8 | 1  | 3 | 4 | 8  | 14 | −6 | 6  |                                       | 2–2 | 1–3          | 2–2     | —          | 1–1      |          |
| 5.    | Bulgária     | 8 | 0  | 4 | 4 | 7  | 14 | −7 | 4  |                                       | 2–2 | 1–1          | 0–1     | 0–2        | —        |          |

## Mérkőzések
A csoportok sorsolását 2022. október 9-én tartották Frankfurtban.A menetrendet az UEFA október 10-én tette közzé. Az időpontok közép-európai idő szerint, zárójelben helyi idő szerint értendők.
| 2023. március 24. 20:45 (21:45 UTC+2) |

| Bulgária | 0–1               | Montenegró   |
| -------- | ----------------- | ------------ |
|          | (0–0) Jegyzőkönyv | Krstović 70' |

| Ludogorets Arena, Razgrad Játékvezető: Aliyar Aghayev (azeri) |

| 2023. március 24. 20:45 |

| Szerbia                | 2–0               | Litvánia |
| ---------------------- | ----------------- | -------- |
| Tadić 16' Vlahović 53' | (1–0) Jegyzőkönyv |          |

| Rajko Mitić Stadion, Belgrád Játékvezető: Lawrence Visser (belga) |

| 2023. március 27. 20:45 |

| Magyarország                      | 3–0                         | Bulgária |
| --------------------------------- | --------------------------- | -------- |
| Vécsei 7' Szoboszlai 26' Ádám 39' | (3–0) Jegyzőkönyv Részletek |          |

| Puskás Aréna, Budapest Játékvezető: Halil Umut Meler (török) |

| 2023. március 27. 20:45 |

| Montenegró | 0–2               | Szerbia            |
| ---------- | ----------------- | ------------------ |
|            | (0–0) Jegyzőkönyv | Vlahović 78' 90+6' |

| Városi stadion, Podgorica Játékvezető: Clément Turpin (francia) |

| 2023. június 17. 15:00 (16:00 UTC+3) |

| Litvánia       | 1–1               | Bulgária   |
| -------------- | ----------------- | ---------- |
| Girdvainis 15' | (1–1) Jegyzőkönyv | Petkov 27' |

| Dariaus ir Girėno stadionas, Kaunas Játékvezető: Jakob Alexander Sundberg (dán) |

| 2023. június 17. 18:00 |

| Montenegró | 0–0                   | Magyarország |
| ---------- | --------------------- | ------------ |
|            | Jegyzőkönyv Részletek |              |

| Városi stadion, Podgorica Játékvezető: Jesús Gil Manzano (spanyol) |

| 2023. június 20. 20:45 (21:45 UTC+3) |

| Bulgária      | 1–1               | Szerbia       |
| ------------- | ----------------- | ------------- |
| Deszpodov 47' | (0–0) Jegyzőkönyv | Lazović 90+6' |

| Ludogorets Arena, Razgrad Játékvezető: Craig Pawson (angol) |

| 2023. június 20. 20:45 |

| Magyarország         | 2–0                         | Litvánia |
| -------------------- | --------------------------- | -------- |
| Varga 32' Sallai 83' | (1–0) Jegyzőkönyv Részletek |          |

| Puskás Aréna, Budapest Játékvezető: António Nobre (portugál) |

| 2023. szeptember 7. 20:45 (21:45 UTC+3) |

| Litvánia                     | 2–2               | Montenegró             |
| ---------------------------- | ----------------- | ---------------------- |
| Paulauskas 71' Černych 90+4' | (0–0) Jegyzőkönyv | Krstović 78' Savić 89' |

| Darius and Girėnas Stadion, Kaunas Játékvezető: Mohammed Al-Hakim (svéd) |

| 2023. szeptember 7. 20:45 |

| Szerbia               | 1–2                         | Magyarország        |
| --------------------- | --------------------------- | ------------------- |
| Szalai A. 10' (öngól) | (1–2) Jegyzőkönyv Részletek | Varga 34' Orbán 36' |

| Rajko Mitić Stadion, Belgrád Játékvezető: Juan Martínez Munuera (spanyol) |

| 2023. szeptember 10. 18:00 |

| Montenegró                | 2–1               | Bulgária    |
| ------------------------- | ----------------- | ----------- |
| Savić 45+1' Jovetić 90+6' | (1–0) Jegyzőkönyv | Borukov 79' |

| Podgoricai városi stadion, Podgorica Játékvezető: Harm Osmers (német) |

| 2023. szeptember 10. 20:45 (21:45 UTC+3) |

| Litvánia       | 1–3               | Szerbia                 |
| -------------- | ----------------- | ----------------------- |
| Paulauskas 45' | (1–3) Jegyzőkönyv | A. Mitrović 21' 32' 43' |

| Darius and Girėnas Stadion, Kaunas Játékvezető: Sascha Stegemann (német) |

| 2023. október 14. 18:00 (19:00 UTC+3) |

| Bulgária | 0–2               | Litvánia       |
| -------- | ----------------- | -------------- |
|          | (0–1) Jegyzőkönyv | Širvys 45' 55' |

| Vaszil Levszki Nemzeti Stadion, Szófia Játékvezető: Giorgi Kruashvili (grúz) |

| 2023. október 14. 20:45 |

| Magyarország         | 2–1                         | Szerbia      |
| -------------------- | --------------------------- | ------------ |
| Varga 20' Sallai 34' | (2–1) Jegyzőkönyv Részletek | Pavlović 33' |

| Puskás Aréna, Budapest Játékvezető: François Letexier (francia) |

| 2023. október 17. 20:45 (21:45 UTC+3) |

| Litvánia               | 2–2                         | Magyarország                        |
| ---------------------- | --------------------------- | ----------------------------------- |
| Černych 20' Sirvys 36' | (2–0) Jegyzőkönyv Részletek | Szoboszlai 67' (11-esből) Varga 82' |

| Darius és Girėnas Stadion, Kaunas Játékvezető: Juxhin Xhaja (albán) |

| 2023. október 17. 20:45 |

| Szerbia                   | 3–1               | Montenegró  |
| ------------------------- | ----------------- | ----------- |
| Mitrović 9' 73' Tadić 77' | (1–1) Jegyzőkönyv | Jovetić 36' |

| Rajko Mitić Stadion, Belgrád Játékvezető: Szymon Marciniak (lengyel) |

| 2023. november 16. 18:00 (19:00 UTC+2) |

| Bulgária                           | 2–2                         | Magyarország                  |
| ---------------------------------- | --------------------------- | ----------------------------- |
| Delev 24' Deszpodov 78' (11-esből) | (1–1) Jegyzőkönyv Részletek | Ádám 10' Petkov 90+7' (öngól) |

| Vaszil Levszki Nemzeti Stadion, Szófia Játékvezető: Daniel Stefański (lengyel) |

| 2023. november 16. 20:45 |

| Montenegró         | 2–0               | Litvánia |
| ------------------ | ----------------- | -------- |
| Kuč 3' Jovetić 48' | (1–0) Jegyzőkönyv |          |

| Podgoricai városi stadion, Podgorica Játékvezető: Artur Soares Dias (portugál) |

| 2023. november 19. 15:00 |

| Magyarország                     | 3–1                         | Montenegró  |
| -------------------------------- | --------------------------- | ----------- |
| Szoboszlai 66' 68' Nagy Á. 90+3' | (0–1) Jegyzőkönyv Részletek | Rubezic 36' |

| Puskás Aréna, Budapest Játékvezető: Danny Makkelie (holland) |

| 2023. november 19. 15:00 |

| Szerbia                 | 2–2               | Bulgária               |
| ----------------------- | ----------------- | ---------------------- |
| Veljkovic 16' Babic 82' | (1–0) Jegyzőkönyv | Rusev 59' Despodov 69' |

| Dubočica Stadion, Leskovac Játékvezető: Erik Lambrechts (belga) |